# École spéciale des travaux publics, du bâtiment et de l’industrie
A École spéciale des travaux publics, du bâtiment et de l’industrie (ESTP) egy magán, nonprofit mérnökiskola (grande école), amely kizárólag építőiparra szakosodott. A Párizs déli külvárosában található Cachan 6 hektáros campusán 2011 óta zajlanak személyes képzések, 2012 óta pedig felnőttképzések a Párizs 9. kerületében található Rue Charras-on. 2017 óta Troyesben is működik fiókja.
Az ESTP-t 1891-ben alapította Léon Eyrolles, és 1921-ben ismerte el hivatalosan az állam.

## Híres diplomások
- Moshe Feldenkrais, Feldenkrais-módszer megalapítója
- Menachem Mendel Schneerson, 20. század egyik legbefolyásosabb zsidó szellemi vezetője